# Little Bill
Little Bill é uma série de televisão americana. Produzida para o bloco de programação "Nick Jr.", a série animada é baseada no livro de mesmo nome, escrito por Bill Cosby. Cada episódio coloca o personagem "Bill Jr." aprendendo alguma lição, ou tendo algum ensinamento moral, e foram desenvolvidos através de pesquisas realizadas em conjunto com um grupo de educadores.

## Transmissão:
- 28 de novembro de 1999 - 16 de fevereiro de 2004
4 temporadas e 52 episódios

## Elenco
- Xavier Prichett
- Gregory Hines
- Phylicia Rashad
- Ruby Dee
- Monique Beasley
- Tyler James Williams

## Diretores
- Robert Scull
- Jennifer Oxley
- Olexa Hewryk
- Mark Salisbury

## Criador
- Bill Cosby

## Personagens
- William (Bill) → Um menino curioso e imaginativo que ama o seu hamster de estimação chamado Elefante.
- Elefante → É uma pequena hamster amarela que ama Little Bill.
- Abril Glover → O mais velho dos filhos Glover, Ela é um jogador de basquete de grande talento na equipe da escola, e também no acampamento de basquete, onde ganhou um troféu
- Robert (Bobby) → Bobby é o mais estudioso das crianças. Ele está sempre lendo e investigando as coisas. Ele é o filho do meio, e o filho mais velho dos filhos Glover.
- Willian (Big Bill) → Pai de Bobby, abril e Little Bill.
- Brenda Glover → Mãe de Bobby, abril e Little Bill.
- Alice Grande → Bisavó de Little Bill, Bobby, abril
- Capitão Brainstorm → Capitão Brainstorm é um astronauta , que tem um foguete laranja e um traje espacial laranja.
- Andrew Mulligan → Andrew é um menino de cabelo vermelho, sardento que é o melhor amigo de Little Bill.
- Kiku Wong → Kiku é um amigo de Little Bill.
- Dourado → Amigo de sala de aula de Little Bill.
- Monty → Neto de Alice
- Michael Rhiley → Um colega de classe de Little Bill do que se muda para o bairro de Miami, Florida.
- Sra Shapiro → Ela era vizinha de Little Bill, mas, em seguida, mudou-se de volta para o Havaí
- Sr. Miguel Rojas → Sr. Rojas é um homem velho que fala Inglês e Espanhol .